# Barcelona em Comum
A coligação Barcelona em Comum (Barcelona en Comú em catalão), formada pelos partidos políticos ICV, EUiA, Procés Constituent, Podemos, e Equo, foi vencedora das eleições autárquicas de Barcelona a 24 de Maio de 2015.